# Karancsalja
Karancsalja is een plaats (község) en gemeente in het Hongaarse comitaat Nógrád. Karancsalja telt 1636 inwoners (2001).